# Saint-Julien-de-Cassagnas
Pour les articles homonymes, voir Saint-Julien.
Saint-Julien-de-Cassagnas est une commune française située dans le nord du département du Gard, en région Occitanie.
Exposée à un climat méditerranéen, elle est drainée par l'Auzon et par divers autres petits cours d'eau.
Saint-Julien-de-Cassagnas est une commune rurale qui compte 730 habitants en 2022, après avoir connu une forte hausse de la population depuis 1968. Elle est dans l'agglomération d'Alès et fait partie de l'aire d'attraction d'Alès. Ses habitants sont appelés les Saint-Juliennois ou  Saint-Juliennoises.

## Géographie
Située dans le quart sud-est de la France, et plus précisément au nord-est d'Alès, la commune de  Saint-Julien-de-Cassagnas est entourée par le Nord de Saint-Ambroix, par l'Est d'Allègre-les-Fumades et par l'Ouest des Mages.

### Climat
Pour des articles plus généraux, voir Climat de l'Occitanie et Climat du Gard.
En 2010, le climat de la commune est de type climat méditerranéen franc, selon une étude s'appuyant sur une série de données couvrant la période 1971-2000. En 2020, Météo-France publie une typologie des climats de la France métropolitaine dans laquelle la commune est dans une zone de transition entre le climat de montagne et le climat méditerranéen et est dans la région climatique Provence, Languedoc-Roussillon, caractérisée par une pluviométrie faible en été, un très bon ensoleillement (2 600 h/an), un été chaud (21,5 °C), un air très sec en été, sec en toutes saisons, des vents forts (fréquence de 40 à 50 % de vents > 5 m/s) et peu de brouillards.
Pour la période 1971-2000, la température annuelle moyenne est de 13,5 °C, avec une amplitude thermique annuelle de 17,3 °C. Le cumul annuel moyen de précipitations est de 1 080 mm, avec 7 jours de précipitations en janvier et 3,7 jours en juillet. Pour la période 1991-2020, la température moyenne annuelle observée sur la station météorologique la plus proche, située sur la commune de Salindres à 6 km à vol d'oiseau, est de 14,0 °C et le cumul annuel moyen de précipitations est de 1 092,1 mm,. Pour l'avenir, les paramètres climatiques de la commune estimés pour 2050 selon différents scénarios d’émission de gaz à effet de serre sont consultables sur un site dédié publié par Météo-France en novembre 2022.

### Milieux naturels et biodiversité
Aucun espace naturel présentant un intérêt patrimonial n'est recensé sur la commune dans l'inventaire national du patrimoine naturel,,.

## Urbanisme

### Typologie
Au 1er janvier 2024, Saint-Julien-de-Cassagnas est catégorisée commune rurale à habitat dispersé, selon la nouvelle grille communale de densité à sept niveaux définie par l'Insee en 2022.
Elle appartient à l'unité urbaine d'Alès, une agglomération intra-départementale regroupant 22  communes, dont elle est une commune de la banlieue,,. Par ailleurs la commune fait partie de l'aire d'attraction d'Alès, dont elle est une commune de la couronne,. Cette aire, qui regroupe 64 communes, est catégorisée dans les aires de 50 000 à moins de 200 000 habitants,.

### Occupation des sols
L'occupation des sols de la commune, telle qu'elle ressort de la base de données européenne d’occupation biophysique des sols Corine Land Cover (CLC), est marquée par l'importance des territoires agricoles (83,9 % en 2018), en diminution par rapport à 1990 (97,1 %). La répartition détaillée en 2018 est la suivante : 
zones agricoles hétérogènes (83,9 %), zones urbanisées (13,2 %), milieux à végétation arbustive et/ou herbacée (2,9 %). L'évolution de l’occupation des sols de la commune et de ses infrastructures peut être observée sur les différentes représentations cartographiques du territoire : la carte de Cassini (XVIIIe siècle), la carte d'état-major (1820-1866) et les cartes ou photos aériennes de l'IGN pour la période actuelle (1950 à aujourd'hui).

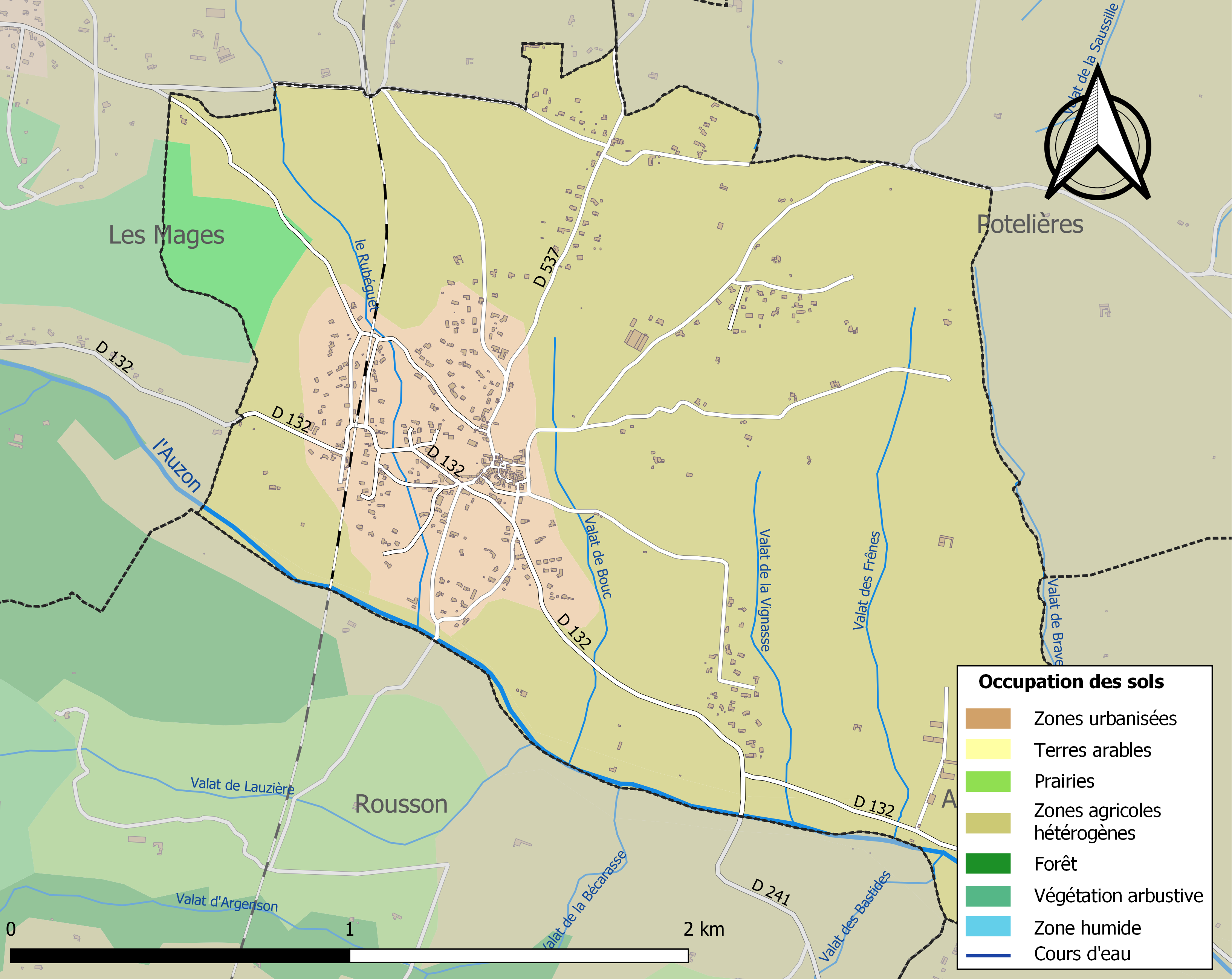
Carte des infrastructures et de l'occupation des sols de la commune en 2018 (CLC).

### Risques majeurs
Le territoire de la commune de Saint-Julien-de-Cassagnas est vulnérable à différents aléas naturels : météorologiques (tempête, orage, neige, grand froid, canicule ou sécheresse), inondations, feux de forêts et séisme (sismicité modérée). Un site publié par le BRGM permet d'évaluer simplement et rapidement les risques d'un bien localisé soit par son adresse soit par le numéro de sa parcelle.
La commune fait partie du territoire à risques importants d'inondation (TRI) d'Alès, regroupant 37 communes autour d'Alès, un des 31 TRI qui ont été arrêtés fin 2012 sur le bassin Rhône-Méditerranée, retenu au regard des risques de débordements de la Cèze et des Gardons. Parmi les dernières crues significatives qui ont touché le territoire figurent celles de 1958 et de septembre 2002. Des cartes des surfaces inondables ont été établies pour trois scénarios : fréquent (crue de temps de retour de 10 ans à 30 ans), moyen (temps de retour de 100 ans à 300 ans) et extrême (temps de retour de l'ordre de 1 000 ans, qui met en défaut tout système de protection),. La commune a été reconnue en état de catastrophe naturelle au titre des dommages causés par les inondations et coulées de boue survenues en 1982, 1983, 1987, 1992, 1993, 1994, 1995, 1997, 1998 et 2002,.

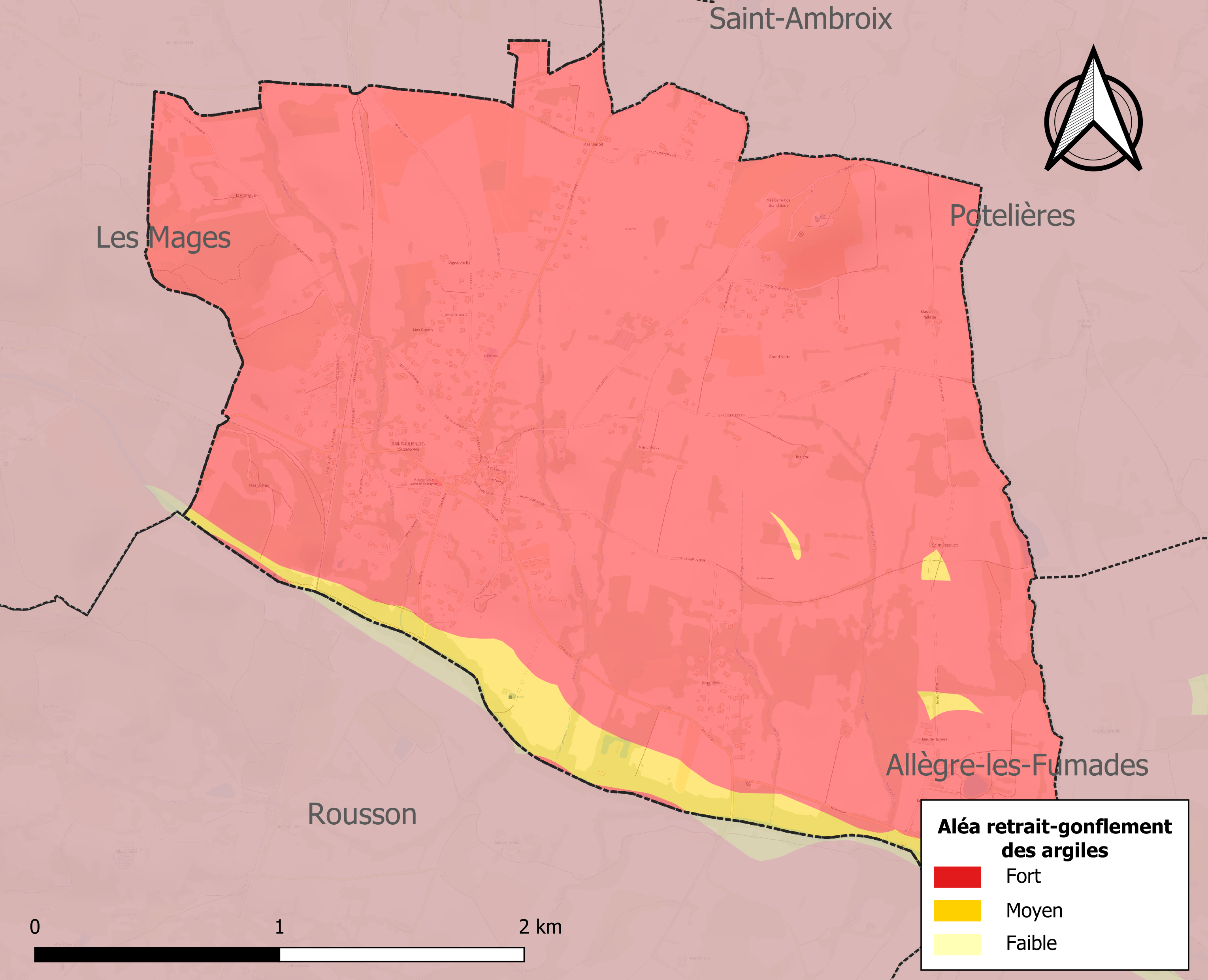
Carte des zones d'aléa retrait-gonflement des sols argileux de Saint-Julien-de-Cassagnas.

Le retrait-gonflement des sols argileux est susceptible d'engendrer des dommages importants aux bâtiments en cas d’alternance de périodes de sécheresse et de pluie. La totalité de la commune est en aléa moyen ou fort (67,5 % au niveau départemental et 48,5 % au niveau national). Sur les 284 bâtiments dénombrés sur la commune en 2019, 284 sont en aléa moyen ou fort, soit 100 %, à comparer aux 90 % au niveau départemental et 54 % au niveau national. Une cartographie de l'exposition du territoire national au retrait gonflement des sols argileux est disponible sur le site du BRGM,.
Par ailleurs, afin de mieux appréhender le risque d’affaissement de terrain, l'inventaire national des cavités souterraines permet de localiser celles situées sur la commune.
Concernant les mouvements de terrains, la commune a été reconnue en état de catastrophe naturelle au titre des dommages causés par la sécheresse en 2017 et par des mouvements de terrain en 1983.

## Histoire
Le village est cité dès le XIIe siècle dans un document d'allégeance du seigneur du château d'Allègre (Les Fumades) à son suzerain en tant que Ville de Saint Julien de Cassagnas (entendre certainement, villa au sens latin = ferme).
Au cours de la Révolution française, la commune porte provisoirement le nom de Cassagnas.

## Héraldique
| Blason de Saint-Julien-de-Cassagnas | Blason  | De sable à la fasce losangée d'argent et de sable. |
| Blason de Saint-Julien-de-Cassagnas | Détails | Le statut officiel du blason reste à déterminer.   |

## Politique et administration
| Période                                  | Période   | Identité        | Étiquette | Qualité           |
| ---------------------------------------- | --------- | --------------- | --------- | ----------------- |
| mars 1983                                | 1996      | René Hillaire   |           |                   |
| 1996                                     | 1996      | Robert Auzilhon |           |                   |
| 1996                                     | mars 2001 | André Tournaire |           |                   |
| mars 2001                                | en cours  | Pascal Milesi   |           | Chef d'entreprise |
| Les données manquantes sont à compléter. |           |                 |           |                   |

## Démographie
L'évolution du nombre d'habitants est connue à travers les recensements de la population effectués dans la commune depuis 1793. Pour les communes de moins de 10 000 habitants, une enquête de recensement portant sur toute la population est réalisée tous les cinq ans, les populations de référence des années intermédiaires étant quant à elles estimées par interpolation ou extrapolation. Pour la commune, le premier recensement exhaustif entrant dans le cadre du nouveau dispositif a été réalisé en 2008.

En 2022, la commune comptait 730 habitants, en évolution de +6,73 % par rapport à 2016 (Gard : +2,97 %, France hors Mayotte : +2,11 %).
| 1793 | 1800 | 1806 | 1821 | 1831 | 1836 | 1841 | 1846 | 1851 |
| ---- | ---- | ---- | ---- | ---- | ---- | ---- | ---- | ---- |
| 158  | 108  | 191  | 188  | 231  | 232  | 255  | 271  | 290  |

| 1856 | 1861 | 1866 | 1872 | 1876 | 1881 | 1886 | 1891 | 1896 |
| ---- | ---- | ---- | ---- | ---- | ---- | ---- | ---- | ---- |
| 404  | 324  | 279  | 284  | 294  | 323  | 351  | 333  | 346  |

| 1901 | 1906 | 1911 | 1921 | 1926 | 1931 | 1936 | 1946 | 1954 |
| ---- | ---- | ---- | ---- | ---- | ---- | ---- | ---- | ---- |
| 351  | 378  | 391  | 402  | 360  | 348  | 326  | 306  | 341  |

| 1962 | 1968 | 1975 | 1982 | 1990 | 1999 | 2006 | 2008 | 2013 |
| ---- | ---- | ---- | ---- | ---- | ---- | ---- | ---- | ---- |
| 371  | 365  | 373  | 374  | 503  | 518  | 594  | 616  | 649  |

| 2018 | 2022 | - | - | - | - | - | - | - |
| ---- | ---- | - | - | - | - | - | - | - |
| 712  | 730  | - | - | - | - | - | - | - |

## Économie

### Revenus
En 2018  (données Insee publiées en septembre 2021), la commune compte 304 ménages fiscaux, regroupant 721 personnes. La médiane du revenu disponible par unité de consommation est de 20 910 € (20 020 € dans le département).

### Emploi
|                | 2008   | 2013   | 2018  |
| -------------- | ------ | ------ | ----- |
| Commune        | 9,8 %  | 12,3 % | 9,8 % |
| Département    | 10,6 % | 12 %   | 12 %  |
| France entière | 8,3 %  | 10 %   | 10 %  |

En 2018, la population âgée de 15 à 64 ans s'élève à 451 personnes, parmi lesquelles on compte 74,1 % d'actifs (64,3 % ayant un emploi et 9,8 % de chômeurs) et 25,9 % d'inactifs,. En  2018, le taux de chômage communal (au sens du recensement) des 15-64 ans est inférieur à celui de la France et du département, alors qu'en 2008 il était supérieur à celui de la France.
La commune fait partie de la couronne de l'aire d'attraction d'Alès, du fait qu'au moins 15 % des actifs travaillent dans le pôle,. Elle compte 93 emplois en 2018, contre 94 en 2013 et 92 en 2008. Le nombre d'actifs ayant un emploi résidant dans la commune est de 292, soit un indicateur de concentration d'emploi de 31,7 % et un taux d'activité parmi les 15 ans ou plus de 57,7 %.
Sur ces 292 actifs de 15 ans ou plus ayant un emploi, 46 travaillent dans la commune, soit 16 % des habitants. Pour se rendre au travail, 93,8 % des habitants utilisent un véhicule personnel ou de fonction à quatre roues, 1,4 % les transports en commun, 1,6 % s'y rendent en deux-roues, à vélo ou à pied et 3,1 % n'ont pas besoin de transport (travail au domicile).

### Activités hors agriculture
64 établissements sont implantés  à Saint-Julien-de-Cassagnas au 31 décembre 2019. Le tableau ci-dessous en détaille le nombre par secteur d'activité et compare les ratios avec ceux du département,.
| Secteur d'activité                                                                                        | Commune | Commune | Département |
| Secteur d'activité                                                                                        | Nombre  | %       | %           |
| --- | ------- | ------- | ----------- |
| Ensemble                                                                                                  | 64      | 100 %   | (100 %)     |
| Industrie manufacturière, industries extractives et autres                                                | 7       | 10,9 %  | (7,9 %)     |
| Construction                                                                                              | 15      | 23,4 %  | (15,5 %)    |
| Commerce de gros et de détail, transports, hébergement et restauration                                    | 18      | 28,1 %  | (30 %)      |
| Information et communication                                                                              | 1       | 1,6 %   | (2,2 %)     |
| Activités financières et d'assurance                                                                      | 2       | 3,1 %   | (3 %)       |
| Activités immobilières                                                                                    | 3       | 4,7 %   | (4,1 %)     |
| Activités spécialisées, scientifiques et techniques et activités de services administratifs et de soutien | 6       | 9,4 %   | (14,9 %)    |
| Administration publique, enseignement, santé humaine et action sociale                                    | 8       | 12,5 %  | (13,5 %)    |
| Autres activités de services                                                                              | 4       | 6,3 %   | (8,8 %)     |

Le secteur du commerce de gros et de détail, des transports, de l'hébergement et de la restauration est prépondérant sur la commune puisqu'il représente 28,1 % du nombre total d'établissements de la commune (18 sur les 64 entreprises implantées  à Saint-Julien-de-Cassagnas), contre 30 % au niveau départemental.

### Agriculture
|               | 1988 | 2000 | 2010 | 2020 |
| ------------- | ---- | ---- | ---- | ---- |
| Exploitations | 77   | 52   | 30   | 6    |
| SAU (ha)      | 758  | 660  | 438  | 361  |

La commune est dans les Garrigues, une petite région agricole occupant le centre du département du Gard. En 2020, l'orientation technico-économique de l'agriculture  sur la commune est la culture de céréales et/ou d'oléoprotéagineuses. Six exploitations agricoles ayant leur siège dans la commune sont dénombrées lors du recensement agricole de 2020 (77 en 1988). La superficie agricole utilisée est de 361 ha,,.

## Culture locale et patrimoine

### Lieux et monuments
- Gare de Saint-Julien - les Fumades.
- Viaduc sur la ligne Alès-Bessèges. Un ancien embranchement partait de Saint-Julien jusqu'au Martinet via Les Mages.
- Église Saint-Julien de Saint-Julien-de-Cassagnas.

Le village dispose de plusieurs commerces qui animent la vie des habitants et font la joie des touristes :
- un salon de coiffure s'est récemment ouvert ;
- une boulangerie/épicerie a été construite il y a quelques années et est le cœur du village.

## Équipements
Le village a su se doter d'équipements sportifs et culturels qui diversifient les activités :
- un complexe sportif comportant terrain de foot et de tennis a été construit, permettant la pratique de ces sports au sein même de la commune ;
- une bibliothèque municipale, disposant de nombreux ouvrages divers et variés, disponibles au prêt.